# Kenny Ray
Leonardo Michele Cavada, noto anche con lo pseudonimo di Leo Cavada o Kenny Ray (Salvador Bahia, 27 novembre 1985), è un cantante, compositore e produttore discografico brasiliano con cittadinanza italiana.

## Biografia
Cresciuto tra Milano e Trento, ha iniziato a cantare a soli 6 anni; il padre e la sorella, grandi fan di artisti come James Brown, Michael Jackson e Ray Charles, gli hanno trasmesso quindi la passione per la musica.
A 14 anni ha vinto il primo concorso canoro e poco dopo ha formato la sua prima band, The cabs.
Il primo importante momento nella carriera di Leo è l’incontro con Mara Maionchi e Gabry Ponte, che rimarrà colpito dalle sue doti di cantante e compositore. Grazie a Gabry Ponte, Leo ha avuto la possibilità di collaborare con artisti di fama internazionale, prima come coreografo e poi come compositore e cantante. Ha siglato un accordo con l’etichetta “Dance ‘N Love” usando il precedente nome d’arte “Kenny Ray” e pubblicando il primo singolo I love my life con Dj Paki.
Un anno dopo ha abbandonato l’etichetta discografica di Gabry Ponte. Seguiranno varie collaborazioni con Shaggy, Jason Derulo,m Snoop Dogg, Dj Matrix, tacabró, Jack Mazzoni, Pippo palmieri e molti altri ancora. Tra le canzoni più famose di quegli anni, Sexy Swag con Shaggy, I Love My Life con Dj Paki, Good Life con Marvin e Karly, I Love Girls con Tacabrò e Dj Matrix, Rockstar con Dino Brown e Supermash con Rudeejay pubblicata da Time Records.
Assieme ai successi, sono arrivate anche le occasioni di dimostrare le grandi capacità di performer in eventi di rilievo nazionale e internazionale come il Tezenis Summer Festival, l'Home Festival, il Reload Music Festival, il White Night Festival (San Pietroburgo - Russia), l'Aperishow, il Nameless, il Coca Cola summer festival.
Nel 2016 ha partecipato alla decima edizione di X Factor (Italia) in cui è arrivato alla fase dei Bootcamp. Nel 2017 ha pubblicato i tre brani You Don’t Know Me, 90210 e Tic Tac Toe.
Nel 2018 invece ha inciso No Fight in collaborazione con il Dj pugliese Luca Tarantino, un brano dalle sonorità latine che parla di un bambino cresciuto in un paese di guerra. Il singolo è tratto dall’omonimo EP che uscirà a giugno e in cui è presente un altro brano, Kill Me, seguito poi dal singolo Woman, brano dalle sonorità fortemente latine.